# カナル7
アルゼンチン公共放送テレビ（Televisión Pública Argentina）は、アルゼンチンの公共放送機関である。運営資金は政府からの交付金と広告料によって賄われている。

## 概要
TVプブリカは1951年にLR3 Radio Belgrano TVとして開局。同年9月に試験放送が行われた後に、10月17日の忠誠の日に本放送開始。1978年には1978 FIFAワールドカップを期にカラー放送を開始、局名をATC（Argentina Televisora Color）に変更した。その後1999年に経営破綻し、名称をCanal 7に変更した。2007年に現行のTV Públicaに変更した。
現在アルゼンチンの5大テレビネットワークの一つである。

## 主な番組
国内ニュース、スポーツの他に、子供番組、フォルクローレやタンゴ等を扱った文化情報番組が充実している。